# NGC 3438
NGC 3438 ist eine Radiogalaxie vom Hubble-Typ S: und Sternbild Löwe auf der Ekliptik. Sie ist schätzungsweise 285 Millionen Lichtjahre von der Milchstraße entfernt und hat einen Durchmesser von etwa 70.000 Lichtjahren.

Im selben Himmelsareal befinden sich u. a. die Galaxien NGC 3433 und NGC 3444.
Das Objekt wurde am 25. März 1865 von Albert Marth entdeckt.